# 蒙托邦区
蒙托邦区（法語：Arrondissement de Montauban）是法国奥克西塔尼大区塔恩-加龙省所辖的一个区。总面积2117平方公里，总人口180599，人口密度85人/平方公里（2017年）。主要城镇为蒙托邦。

## 辖区
蒙托邦区辖有18个县与92个市镇。